# Замък Заузенбург
Замъкът Заузенбург (на немски: Sausenburg) е руина от замък от Средновековието в Баден-Вюртемберг, Германия. Намира се на 665 m, на високия хълм Заузенберг в град Кандерн. Построен е през 1232 г. от маркграфовете на Баден-Хахберг и те се нанасят там през 1246 г. През 1306 г. замъкът е резиденция на Маркграфство Хахберг-Заузенберг.
През 1678 г. замъкът е разрушен от френската войска на маршал дьо Креки по време на Холандската война.

## Галерия
- Герб на маркграфовете Заузенберг
- Реконструкция на замъка